# دة غندر
دة غندر (بالفارسية: ده گندر) هي قرية تقع في قسم باهوكلات الريفي (مقاطعة تشابهار) في إيران. يقدر عدد سكانها بـ 179 نسمة بحسب إحصاء 2016.